# Anna Bergendahl
Anna Bergendahl (Suécia, 11 de dezembro de 1991), é uma reconhecida cantora sueca. Foi a vencedora do Melodifestivalen 2010, organizado anualmente para seleccionar o representante da Suécia para o Festival Eurovisão da Canção 2010.